# Choetor (nederzetting)

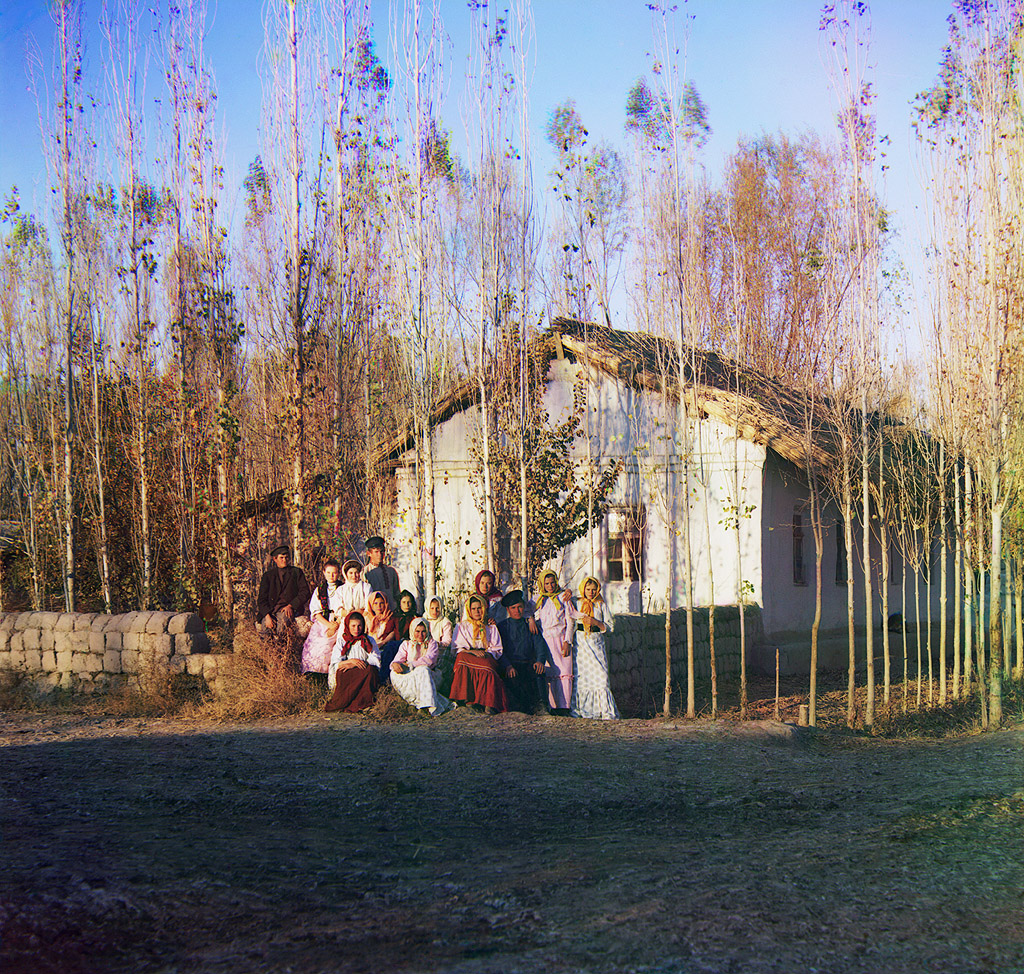
Russische migrantenfamilie voor een choetor in Russisch Turkestan begin 20e eeuw
Foto: Prokoedin-Gorski (1911)

Choetor (Russisch: хутор, choetor; Oekraïens: хутір, choetir; Wit-Russisch хутар, choetar) is de benaming voor een kleine plattelandsnederzetting (hofstede; huis met erf en bijgebouwen of boerderij met erf) in Oost-Europa. Het woord ontstond in Oekraïne, maar werd later ook toegepast voor boerderijen met erven in Rusland en Kazachstan.
Choetoren ontstonden oorspronkelijk door verkenning van nieuwe gebieden door kozakken. In de door kozakken bewoonde gebieden in Oekraïne, Don en Koeban werd het woord gebruikt om nieuwe nederzettingen aan te duiden, zonder daarbij te kijken naar het aantal hofstedes daarbinnen, die zich daarmee onderscheiden van grotere dorpen of stanitsa's. Deze nieuwe nederzettingen stonden ook wel bekend onder de naam vyselki, wat letterlijk "zij die weggegaan zijn uit hun dorp" betekent.
In Rusland, waar lijfeigenschap en obsjtsjina tot ver in de 19e eeuw wijdverbreid waren, bleven de choetoren een onbekend fenomeen tot de opkomst van het kapitalisme. De emanicipatie van de lijfeigenen en het verval van de obsjtsjina werden vergezeld door de introductie van choetoren als geïsoleerde boerenerven met woongebouwen en een stuk land voor individueel gebruik.
Tijdens zijn pogingen om de landbouwcrisis op te lossen in Rusland, voorzag Pjotr Stolypin dat rijke boeren hun obsjtsjina's zouden verlaten en zich zouden gaan vestigen in choetoren om hun individuele huishoudens in te richten. Tegen 1910 werd de relatieve dichtheid van choetoren (die ook wel bekendstonden als otroeben) onder de plattelandsfacilliteiten in Europees Rusland geschat op 10,5%. Tijdens de collectivisatie van de Sovjet-Unie verdwenen de meeste choetoren en gingen op in kolchozen of sovchozen.